# Буфетов, Игорь Алексеевич
Игорь Алексеевич Буфетов (род. 24 июля 1949, Харьков) — советский и российский физик, специалист в области оптических материалов для волоконных лазеров и усилителей, член-корреспондент РАН (2006).

## Биография
В 1972 году окончил Московский физико-технический институт.
С 1972 по 1983 годы работал в лаборатории колебаний Физического института имени П. Н. Лебедева АН CССР.
В 1983 году защитил кандидатскую диссертацию, тема: «Газодинамика распространения оптического разряда по лазерному лучу в режиме медленного горения».
С 1983 года работает в отделе колебаний Института общей физики АН СССР. С 1995 года ведёт исследования в области волоконных лазеров и усилителей в Научном центре волоконной оптики при Институте общей физики РАН (НЦВО при ИОФ РАН).
В 2002 году защитил докторскую диссертацию «Непрерывные рамановские волоконные лазеры и усилители».
25 мая 2006 года избран членом-корреспондентом РАН по Отделению химии и наук о материалах (оптические материалы). В 2017 году перешёл в Отделение физических наук РАН.
В настоящее время — ведущий научный сотрудник НЦВО при ИОФ имени А. М. Прохорова РАН, соавтор более 100 научных работ.
Супруга — Галина Александровна (род. 1957), старший научный сотрудник ИОФ РАН; сыновья: Александр (род. 1979) — математик, профессор РАН; Алексей (род. 1990), математик.

## Награды
- Медаль ордена «За заслуги перед Отечеством» II степени (4 декабря 2023 года) — за большой вклад в развитие науки и многолетнюю добросовестную работу[6]